# Luis Pérez Ramos
Luis Pérez Ramos es un deportista cubano que compitió en piragüismo en la modalidad de aguas tranquilas. Ganó cinco medallas en los Juegos Panamericanos en los años 1995 y 1999.

## Palmarés internacional
| Juegos Panamericanos | Juegos Panamericanos      | Juegos Panamericanos | Juegos Panamericanos |
| Año                  | Lugar                     | Medalla              | Competición          |
| -------------------- | ------------------------- | -------------------- | -------------------- |
| 1995                 | Mar del Plata (Argentina) | Medalla de oro       | K4 500 m             |
| 1995                 | Mar del Plata (Argentina) | Medalla de oro       | K4 1000 m            |
| 1995                 | Mar del Plata (Argentina) | Medalla de plata     | K2 500 m             |
| 1995                 | Mar del Plata (Argentina) | Medalla de plata     | K2 1000 m            |
| 1999                 | Winnipeg (Canadá)         | Medalla de bronce    | K2 1000 m            |